# Robert Sund
Robert Sund (Gävle, Gästrikland, 19 april 1942) is een Zweeds componist, dirigent, psycholoog, socioloog, musicoloog, muziekpedagoog en zanger. 

## Levensloop
Sund groeide op in Sandviken, in Gästrikland, en ging daar ook op school. Hij studeerde van 1963 tot 1969 aan de Universiteit van Uppsala in Uppsala en behaalde diploma's in psychologie, pedagogiek, sociologie, Engelse taal en musicologie. Van 1969 tot 1972 werkte hij in het klinische onderzoek als psycholoog aan de Universiteit van Stockholm. Van 1971 tot 1975 studeerde hij muziekpedagogiek en koorleiding bij Eric Ericson aan de Kungliga Musikhögskolan in Stockholm. 
Van 1979 tot 1995 werkte hij als docent voor koor- en ensembledirectie aan de Sälj & Marknadshögskolan (SMH) in Stockholm.
Als dirigent werkt hij van 1970 tot 1988 voor Allmänna Sången in Uppsala, sinds 1975 voor Celsiusskolans kör, sinds 1978 voor Uppsala Musikskolas Kammarkör, sinds 1985 voor Orphei Drängar, van 1986 tot 1991 voor het dameskoor La Cappella en is gastdirigent van koren en orkesten in het binnen- en buitenland, bijvoorbeeld van het Omroepkoor in Stockholm, het Eric-Ericson-Kamerkoor, het Adolf-Fredriks-Bachkoor, het Radiokoor in Wenen, de Grupo de Canto Coral in Buenos Aires en het Coro Nacional de Cuba in Havana.
Sund was als gastdocent werkzaam aan de Universiteit van Minnesota in Minneapolis, de Pacific Lutheran University in Tacoma, Washington, en aan de Robert-Schumann-Hochschule Düsseldorf in Düsseldorf.
Hij is dirigent van de Rijks-federatie van Zweedse Zangbonden. Als dirigent en componist kreeg hij talrijke prijzen en onderscheidingen zoals de Peter Cornelius-plaketten in Mainz, het Uppsala kommuns hedersstipendium. 
Als componist schreef hij vocale muziek, koorwerken (met orkest) en werken voor harmonieorkest.

## Composities

### Werken voor harmonieorkest
- 1978 Gånglåt från Mockfjärd, variaties voor harmonieorkest
- 1984 Tre etyder för blåsorkester - (Drie etudes voor harmonieorkest)

### Missen en gewijde muziek
- 2007 Mässa (Mis), voor sopraan solo, bariton solo, gemengd koor en orkest

### Toneelmuziek

#### TV-Theater
- 1979 Den öppna handen och den slutna, voor solo-zangers en instrumenten (samen met: Arne Olsson) - tekst: Max Lundgren

### Werken voor koor
- 1973 Thirteen ways of looking at a blackbird, voor gemengd koor
- 1975 Fyra sånger, voor mannenkoor a capella  - tekst: Helmer Grundström
- 1976 100 psalmen, voor mannenkoor
- 1976 Aldrig blir jag riktigt stor (Old enough I'll never grow), suite voor gemengd koor - tekst: Helga Henschen, vertaling: Marcus Gunilla
  1. Hemliga visan
  2. Dans till skatfötter
  3. Under månens vita ko
  4. Kom fram alla troll
- 1981 Därför sjunger vi, voor mannenkoor
- 1982 Two Love Poems, voor gemengd koor
  1. The dream (Theodore Roethke)
  2. I love my love (Helen Adam)
- 1986 När gräset blir grönt, voor gemengd koor, dwarsfluit en klarinet - tekst: naar M Sandels
- 1988 Eric Ericson 70 år, voor drie gemengde koren en mannenkoor
- 1989 Horgalåten, voor mannenkoor
- 1990 Flyga går fort (Flying is fun), een muzikaal raadsel, voor tweestemmig gemengd koor met solisten, synthesizer/piano, elektrische basgitaar en drums  - tekst: Britt G Hallqvist
  1. Vi väntar (Waiting)
  2. Lillebror flyger (Little brother flies)
  3. Ovanför molnen (Above the clouds)
  4. Reskamraten (Flight companion)
  5. Stort och litet (Big and little)
- 2001 Det lutande tornet i Pisa, voor driestemmig vrouwenkoor (SSA) - tekst: Britt G Hallqvist
- 2004 Sjung, änglar, sjung, voor gemengd koor en piano - tekst: Christer Åsberg
- En sup, voor mannenkoor
- Ett nyfött barn (A newborn child), voor gemengd koor en piano - tekst: Christer Åsberg

### Vocale muziek
- 1977 Synnerliga Småstycken, voor tenor solo, bariton solo, mannenkoor en orkest - tekst: Povel Ramel
- 1977/1990 Några synnerliga småstycken, voor gemengd koor en piano
  1. Den glade spelmannen
  2. Den själviske
  3. Tomten och dåren
  4. Till mina insekter
- 1980 Spara och Slösa, een muzikaal blijspel voor solisten, gemengd koor, piano, contrabas en slagwerk - tekst: Carl Peter Wickström
- 1986 När gräset blir grönt, voor dwarsfluit, klarinet, tenor solo en gemengd koor
- 1986 Fyra sånger, voor zangstem en piano - tekst: Dag Hammarskjöld
- 1986 Rimarium : Tio tonsatta tankar, voor zangstem en piano - tekst: Björn Barlach
- 1994 Gick jag allena, voor zangstem en piano - tekst: Nils Ferlin
- 1995 Resan till Nineve (The journey to Ninive), voor sopraan solo, mannenkoor, koperkwintet, slagwerk en orgel - tekst: Christer Åsberg
- 1999 Duggens taarer smiler, voor solisten, gemengd koor en orkest - tekst: Peter Langesen
- Tretton sätt att betrakta en koltrast, voor sopraan solo, tenor solo en gemengd koor - tekst: Wallace Stevens

### Kamermuziek
- 1973 Per Spelman, variaties voor blazerskwintet